# Shavit

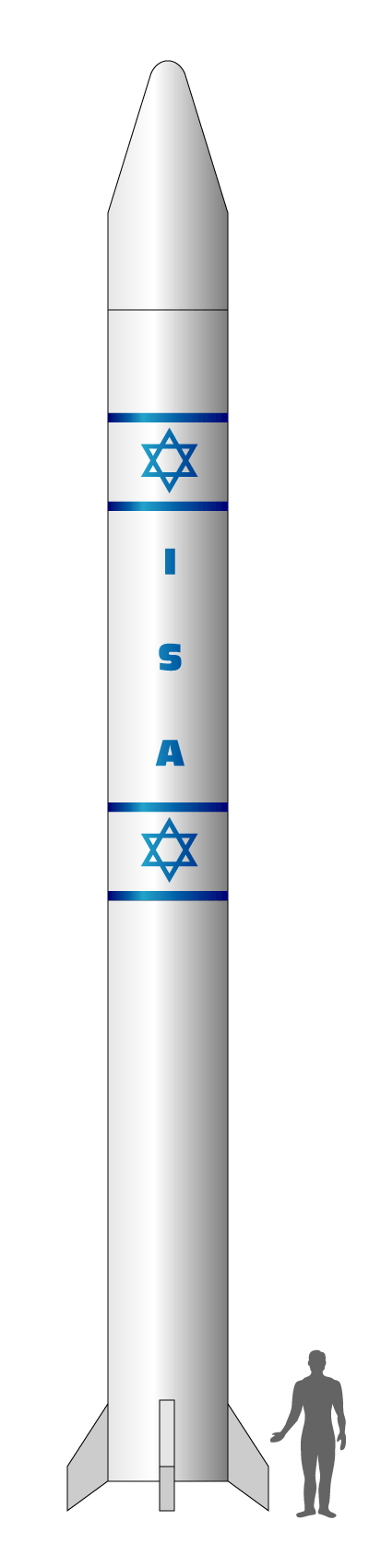
Dreistufige Trägerrakete Shavit (RSA-3)

Shavit (hebr. für Komet) ist die Bezeichnung einer israelischen dreistufigen feststoffangetriebenen Trägerrakete, die aus der Jericho-2-Mittelstreckenrakete entwickelt wurde. Sie ist Teil des Raumfahrtprogrammes der Israel Space Agency.
Am 19. September 1988 und am 3. April 1990 wurden die ersten beiden Raketen dieses Types erfolgreich von Palmachim gestartet.
Da aus politischen Gründen von Palmachim nur Starts in westliche Richtung möglich sind, gehören die mit der Shavit gestarteten Satelliten der Ofeq-Reihe zu den wenigen Erdsatelliten, welche die Erde in Ost-West-Richtung und dabei nicht annähernd äquatorial umkreisen.

## Daten
Hersteller: Israel Aerospace Industries
Modelle:
Shavit (RSA-3) (1988–1994)
Startmasse: 23,4 t
Länge: 15 m
Nutzlast: 160 kg LEO (366 km)
Shavit-1 (1995–2004 (?))
Startmasse: 27 t
Länge: 18 m
Nutzlast: ca. 225 kg
Shavit-2 (Erststart 2007)
Startmasse: 31,4 t
Länge: 21 m
Nutzlast: 550 kg
Shavit-3 (in Planung?)
- 1. Stufe

Startmasse: 10.215 kg
Leermasse: 1.100 kg
Vakuumschub: 46.500 kgf.
Brennzeit: 52 s
spezifischer Impuls (Vakuum): 2.600 m/s
spezifischer Impuls (Meereshöhe): 2.350 m/s
Durchmesser: 1,30 m
Länge 6,30 m
- 2. Stufe

Startmasse: 10.971 kg
Leermasse: 1.771 kg
Vakuumschub: 48.600 kgf
Brennzeit: 52 s
spezifischer Impuls (Vakuum): 2.720 m/s
spezifischer Impuls (Meereshöhe): 2.160 m/s
Durchmesser: 1,30 m
Länge: 6,40 m
- 3. Stufe

Startmasse 2.048 kg
Leermasse: 170 kg
Vakuumschub: 6.000 kgf
Brennzeit: 94 s
spezifischer Impuls (Vakuum): 2.920 m/s
Durchmesser: 1,30 m
Länge: 2,60 m

## Startliste
Dies ist eine vollständige Startliste der Shavit-Rakete, Stand 28. Februar 2025.
| Lfd. Nr. | Datum (UTC)              | Typ      | Startplatz | Nutzlast        | Art der Nutzlast              | Nutzlast in kg (brutto 1) | Orbit 2 | Anmerkungen                                          |
| -------- | ------------------------ | -------- | ---------- | --------------- | ----------------------------- | ------------------------- | ------- | ---------------------------------------------------- |
| 1        | 19. September 1988       | Shavit   | Palmachim  | Ofeq 1          | Technologieerprobungssatellit | 156 kg                    | LEO     | Erfolg                                               |
| 2        | 3. April 1990            | Shavit   | Palmachim  | Ofeq 2          | Technologieerprobungssatellit | 160 kg                    | LEO     | Erfolg                                               |
| 3        | 15. September 1994       | Shavit   | Palmachim  | Ofeq?           | Spionagesatellit              | ?                         | LEO     | Fehlschlag                                           |
| 4        | 5. April 1995            | Shavit-1 | Palmachim  | Ofeq 3          | Spionagesatellit              | 225 kg                    | LEO     | Erfolg                                               |
| 5        | 23. Januar 1998          | Shavit-1 | Palmachim  | EROS-A (Ofeq 4) | Spionagesatellit              | 250 kg                    | LEO     | Fehlschlag                                           |
| 6        | 28. Mai 2002             | Shavit-1 | Palmachim  | Ofeq 5          | Spionagesatellit              | ?                         | LEO     | Erfolg                                               |
| 7        | 6. September 2004        | Shavit-1 | Palmachim  | Ofeq 6          | Spionagesatellit              | ?                         | LEO     | Fehlschlag (Stufe 2 und Stufe 3 trennten sich nicht) |
| 8        | 10. Juni 2007            | Shavit-2 | Palmachim  | Ofeq 7          | Spionagesatellit              | 300 kg                    | LEO     | Erfolg                                               |
| 9        | 22. Juni 2010            | Shavit-2 | Palmachim  | Ofeq 9          | Spionagesatellit              | 297 kg                    | LEO     | Erfolg                                               |
| 10       | 9. April 2014            | Shavit-2 | Palmachim  | Ofeq 10         | Radarsatellit                 | 400 kg                    | LEO     | Erfolg                                               |
| 11       | 13. September 2016 14:38 | Shavit-2 | Palmachim  | Ofeq 11         | Aufklärungssatellit           | ?                         | LEO     | Erfolg                                               |
| 12       | 6. Juli 2020 01:00       | Shavit-2 | Palmachim  | Ofeq 16         | Aufklärungssatellit           | ?                         | LEO     | Erfolg                                               |
| 13       | 28. März 2023 23:10      | Shavit-2 | Palmachim  | Ofeq 13         | Aufklärungssatellit           | 260 kg                    | LEO     | Erfolg                                               |